# Регламент про європейську ринкову інфраструктуру
Регла́мент про європе́йську ри́нкову інфраструкту́ру (EMIR) — нормативно-правовий акт Європейського Союзу, спрямований на зниження системного ризику контрагента та операційного ризику і, таким чином, на запобігання майбутнім крахам фінансової системи. Основна увага приділяється регулюваннюпозабіржових (OTC) деривативів, центральних контрагентів і торгових репозитаріїв. Він здійснює керівництво звітністю за деривативними контрактами, впровадженням стандартів управління ризиками та загальних правил для центральних контрагентів і торгових репозитаріїв.
Регламент був спочатку прийнятий у 2012 році , а змінена версія, регламент EMIR Refit, була прийнята пізніше в 2019 році.

## Огляд
EMIR був запроваджений Європейським Союзом як реалізація зобов’язань G20 щодо зменшення системного ризику, ризику контрагента та операційного ризику, а також підвищення прозорости на ринку позабіржових деривативів. Він також був розроблений як запобіжний захід, щоб уникнути наслідків під час можливих майбутніх фінансових криз, подібних до краху, що стався після банкрутства Lehman Brothers у 2008 році.
Регламент встановлює загальні правила для центральних контрагентів, які виступають посередниками між сторонами контракту, виконуючи роль координатора кожної угоди, та торговельних репозитаріїв, які збирають та зберігають усі записи про угоди. EMIR вимагає звітування про всі деривативи, як позабіржові, так і біржові, до торгового репозитарію. EMIR охоплює суб'єктів, які мають право укладати деривативні контракти на відсоткові, фондові, валютні, кредитні та товарні деривативи. Він також окреслює три групи зобов'язань, включаючи кліринг, звітність та зниження ризиків відповідних продуктів.
Набір зобов’язань EMIR був розроблений для поетапного набуття чинности протягом декількох років.

## Ключові аспекти
Суб'єкти, які відповідають вимогам EMIR, повинні повідомляти про кожен укладений ними контракт з деривативами в торговельний репозиторій. Вони також повинні впроваджувати нові стандарти управління ризиками відповідно до EMIR, включаючи операційні процеси та маржування, пов'язані з їхніми двосторонніми позабіржовими деривативами. EMIR також поширюється на угоди, які не кліринговані центральним контрагентом, і організації, які відповідають вимогам, повинні подавати на перевірку всі позабіржові деривативи, що підлягають обов'язковому клірингу. Контрагенти повинні подавати звіти незалежно від того, де вони здійснюють операції з деривативами, у Європейській економічній зоні чи в інших державах.

### Кліринг
Європейське управління з цінних паперів і ринків (ESMA) застосовує обов’язкові клірингові зобов'язання для певних позабіржових деривативних контрактів, якщо для контракту призначено центрального контрагента відповідно до EMIR. Зобов’язання вимагають, щоб позабіржові операції з деривативами проходили через центральних контрагентів. EMIR був надав пенсійним фондам тимчасове звільнення від цих вимог до серпня 2017 року. Цей виняток було продовжено в ході перегляду регламенту до 18 червня 2021 року.
Усі сторони, що беруть участь в угодах, повинні своєчасно подавати повідомлення про наближення, перевищення та припинення перевищення клірингового порогу, визначеного EMIR. Цей регламент клірингу застосовується до фінансових контрагентів, таких як банки, страховики та керуючі активами, а також до нефінансових контрагентів.

### Звітність
EMIR вимагає, щоб усі суб'єкти, які укладають деривативні контракти, подавали звіти до відповідних торгових репозиторіїв, описуючи кожну позабіржову угоду. Ці обов'язкові звіти також повинні включати унікальний ідентифікатор транзакції (UTI), ідентифікатор юридичної особи (LEI), інформацію про торговельну спроможність контрагента та оцінку позиції за ринковою вартістю. Дані контрагента у звіті включають 26 полів для даних, а загальні дані включають 59 полів даних. Ці поля включають LEI, або унікальний 20-значний буквено-цифровий код, який може використовуватися для восьми з 26 полів даних про контрагента, та унікальний ідентифікатор торгівлі, який генерується на основі LEI звіту.
Про блокові угоди, які є великомасштабними операціями з акціями, та будь-які подальші розподіли необхідно звітувати керуючому фондом, але на блокові угоди, укладені ТР, це зобов'язання не поширюється.  Якщо блокова угода розподіляється на індивідуальні кошти керуючого на дату угоди, потрібно повідомляти лише про розподіли. У випадку, якщо блокова угода не розподіляється на дату угоди, про сам блок необхідно повідомити менеджеру фонду як контрагенту.

### Зниження ризику
Однією з головних цілей EMIR є управління та уникнення системних ризиків. EMIR та інші подібні закони спрямовані на зниження системного ризику частково шляхом посилення правил клірингу та торгівлі, що зменшує прибутки та зусилля галузі. Відповідно до EMIR, режим зменшення ризиків застосовується до контрактів, в яких беруть участь як країни ЄС, так і позабіржових контрактів на похідні інструменти, в яких беруть участь організації третіх країн. Стандарти зменшення ризиків, викладені в статті 11 EMIR, передбачають регулювання ризиків щодо двосторонніх деривативів, оскільки ці деривативи не підходять для стандартного клірингу центрального контрагента.
EMIR також не рекомендує здійснювати авансове завантаження позабіржових деривативів або застосовувати будь-які пов'язані з цим збори лише до продавців, оскільки така практика, як правило, збільшує системний ризик. Інші методи зменшення ризику, як визначено EMIR, включають своєчасне подання звітів і підтверджень дотримання правил усіма контрагентами, а також відкриту звірку та стиснення портфелів між залученими сторонами. Інші методи включають новий процес вирішення спорів, щоденні ринкові звіти та обміни, а також публічний обмін заставою між сторонами.

## Історія

### Рівень 1
Регламент (ЄС) № 648/2012, як EMIR згадується в європейській правовій документації, був імплементований у 2012 році через стандартну процедуру спільного прийняття рішень Радою Європейського Союзу та Європейським Парламентом, яка встановила детальну структуру для законодавство.
Європейське управління з цінних паперів і ринків (ESMA) розпочало розробку технічних стандартів щодо регулювання позабіржових деривативів, центральних контрагентів і торгових репозиторіїв для впровадження EMIR у лютому 2012 року. ESMA опублікувала дискусійний документ на цю тему, а в березні 2012 року Орган провів публічне обговорення в Парижі, щоб отримати коментарі щодо питань, поставлених у дискусійному документі.

### Рівень 2
25 червня 2012 року ESMA випустила консультаційний документ, в якому оприлюднено запропоновані технічні стандарти. У липні ESMA провела ще одне відкрите слухання в Парижі. Орган опублікував остаточний проєкт технічних стандартів для Європейської Комісії 27 вересня 2012 року.
EMIR набув чинности 16 серпня 2012 року, але більшість його положень почали застосовуватися лише після прийняття технічних стандартів регламенту. Ці технічні стандарти були прийняті Європейською комісією 19 грудня 2012 року.
Після додаткових обговорень і публічних звітів EMIR було опубліковано в Офіційному віснику Європейського Союзу 27 липня 2012 року, а технічні стандарти EMIR набули чинности 15 березня 2013 року.
Багато залучених сторін висловлювали труднощі зі звітуванням протягом перших шести місяців дії правил, і багато зіткнулися із затримками у звітуванні.
У липні 2013 року Європейська Комісія прийняла Делегований Регламент EMIR, щоб включити центральні банки та офіси з управління боргом у Японії та Сполучених Штатах на звільнення від EMIR. 12 липня 2013 року ESMA опублікувала документ для обговорення, у якому конкретно описано клірингові зобов’язання, як це визначено EMIR. Обговорення було закрито 16 вересня 2013 р.
У серпні 2013 року парламент Сполученого Королівства переглянув другий статутний документ EMIR, який визначає додаткові наглядові та примусові повноваження, надані центральним контрагентам під час торгівлі та клірингу.
У вересні 2013 року набули чинности нові зобов’язання, закладені в EMIR, які вимагають від банків ЄС та їхніх контрагентів обговорити та погодити процеси та процедури узгодження портфеля та вирішення спорів щодо деривативів, укладених на позабіржовому ринку. У жовтні 2013 року у відповідь на повідомлені труднощі ESMA оголосила, що торгові репозитарії повинні надсилати неповні звіти контрагентам, вимагаючи їх виправлення, замість того, щоб намагатися їх узгодити. У листопаді 2013 року ESMA опублікувала остаточний проєкт технічних стандартів EMIR щодо контрагентів, що не входять до ЄС. У січні 2014 року згідно з EMIR почалося обов’язкове звітування про транзакції для позабіржових деривативів.
1 жовтня 2014 року ESMA розпочала консультації щодо клірингових зобов’язань EMIR. Консультація закрита 6 листопада 2014 р. 24 жовтня 2014 року ESMA опублікувала одинадцяту ітерацію свого звіту із запитаннями та відповідями щодо EMIR. У звіті ESMA оголосило, що будь-яка компанія третьої країни, на яку спочатку не поширювалися зобов’язання щодо торгової звітности EMIR, яка згодом стає фінансовим контрагентом, на якого поширюється дія EMIR, повинна виконувати зобов’язання щодо звітности EMIR щодо всіх незавершених контрактів на похідні інструменти.
З 10 листопада 2014 року по 3 лютого 2015 року ESMA провела ще одну консультацію щодо технічних стандартів звітности відповідно до EMIR.
Обов’язкова звітність для біржових деривативів почалася в січні 2015 року, а в лютому того ж року звіт Європейської комісії рекомендував продовжити виняток до серпня 2017 року. Станом на березень 2015 року нормативні акти EMIR знаходяться на стадії аналізу щодо пенсійних фондів з можливістю продовження до 2018 року. Станом на 5 травня 2015 року ESMA обговорювала четверту консультацію, цього разу переглядаючи клірингові зобов’язання відповідно до EMIR. У звіті про кліринг за 2013 рік зазначено про необхідність подальшого аналізу класів позабіржових процентних деривативів, деномінованих у валютах, відмінних від тих, що включені в перший звіт, і очікується, що консультація 2015 року представить новий аналіз і запрошує до обговорення цих інших валют.

### Огляд рівня 1
Перегляд регламенту був опублікований в Офіційному віснику ЄС 28 травня 2019 року. Перегляд, відомий як EMIR Refit, був запропонований Європейською Комісією з метою мінімізації навантаження на малих фінансових та нефінансових контрагентів, пов'язаного з дотриманням вимог законодавства. Серед інших змін - перегляд порогових значень, на які поширюються клірингові зобов'язання, та запровадження обов'язку для фінансових контрагентів повідомляти про операції від імені нефінансових контрагентів.